# Basquetebol nos Jogos Olímpicos de Verão de 1976
O basquetebol nos Jogos Olímpicos de Verão de 1976 foi realizado em Montreal, no Canadá.
Pela primeira vez na história foi realizado um torneio feminino da modalidade além do masculino, presente nos Jogos desde Berlim 1936. A União Soviética foi a primeira equipe campeã do basquete feminino ao superar as estadunidenses em número de pontos - o torneio foi disputado em uma única chave, com a equipe que somasse mais pontos levando a medalha de ouro. A equipe masculina da União Soviética que havia sido campeão nos Jogos de Montreal quatro anos antes, não repetiu o desempenho e caiu na semifinal contra a Iugoslávia. Os Estados Unidos aproveitaram-se para restabelecer a hegemonia no basquetebol olímpico (não foram campeões apenas em 1972) e conquistaram o título sobre os iugoslavos na final.
Devido ao boicote africano aos Jogos, a equipe de basquete masculino do Egito abandonou a competição após a realização da primeira partida (derrota por 103-64 para a Checoslováquia). O Egito perdeu as partidas restantes por w.o. (2-0) e o grupo B do torneio contou com apenas cinco equipes.

## Masculino
| Ouro | Prata | Bronze |
| USA Estados Unidos Phil Ford Steve Sheppard Adrian Dantley Walter Davis Quinn Buckner Ernie Grunfeld Kenneth Carr Scott May Tate Armstrong Tom LaGarde Phil Hubbard Mitch Kupchak | YUG Iugoslávia Blagoja Georgievski Dragan Kićanović Vinko Jelovac Rajko Žižić Željko Jerkov Andro Knego Zoran Slavnić Krešimir Ćosić Damir Šolman Žarko Varajić Dražen Dalipagić Mirza Delibašić | URS União Soviética Vladimir Arzamaskov Oleksandr Salnykov Valery Miloserdov Alzhan Zharmukhamedov Andrei Makeyev Ivan Edeshko Sergei Belov Vladimir Tkachenko Anatoly Myshkin Mikhail Korkiya Aleksandr Belov Vladimir Zhigily |

### Fase preliminar
|  | Classificados à semifinal |  | Classificados para disputa de 5º-8º |  | Classificados para disputa de 9º-12º |

#### Grupo A
| Equipe                 | Pts | J | V | D | PP  | PC  |
| ---------------------- | --- | - | - | - | --- | --- |
| 1. URS União Soviética | 10  | 5 | 5 | 0 | 548 | 374 |
| 2. CAN Canadá          | 9   | 5 | 4 | 1 | 446 | 416 |
| 3. CUB Cuba            | 8   | 5 | 3 | 2 | 448 | 402 |
| 4. AUS Austrália       | 7   | 5 | 2 | 3 | 472 | 481 |
| 5. MEX México          | 6   | 5 | 1 | 4 | 461 | 511 |
| 6. JPN Japão           | 5   | 5 | 0 | 5 | 364 | 555 |

| 18 de julho     |         |                 |
| Canadá          | 104–76  | Japão           |
| Cuba            | 111–89  | Austrália       |
| México          | 77–120  | União Soviética |
| 19 de julho     |         |                 |
| Canadá          | 84–79   | Cuba            |
| União Soviética | 93–77   | Austrália       |
| México          | 108–90  | Japão           |
| 21 de julho     |         |                 |
| México          | 117–120 | Austrália       |
| Japão           | 56–97   | Cuba            |
| União Soviética | 108–85  | Canadá          |
| 23 de julho     |         |                 |
| Japão           | 63–129  | União Soviética |
| México          | 75–89   | Cuba            |
| Austrália       | 69–81   | Canadá          |
| 24 de julho     |         |                 |
| Cuba            | 72–98   | União Soviética |
| México          | 84–92   | Canadá          |
| Austrália       | 117–79  | Japão           |

#### Grupo B
| Equipe                | Pts | J | V | D | PP  | PC  |
| --------------------- | --- | - | - | - | --- | --- |
| 1. USA Estados Unidos | 10  | 5 | 5 | 0 | 394 | 349 |
| 2. YUG Iugoslávia     | 9   | 5 | 4 | 1 | 364 | 343 |
| 3. ITA Itália         | 8   | 5 | 3 | 2 | 349 | 344 |
| 4. TCH Checoslováquia | 7   | 5 | 2 | 3 | 418 | 406 |
| 5. PUR Porto Rico     | 6   | 5 | 1 | 4 | 321 | 363 |
| — EGY Egito           | 1   | 1 | 0 | 1 | 64  | 105 |

| 18 de julho    |        |                |
| Iugoslávia     | 84–63  | Porto Rico     |
| Itália         | 86–106 | Estados Unidos |
| Egito          | 64–103 | Checoslováquia |
| 20 de julho    |        |                |
| Itália         | 2–0    | Egito          |
| Estados Unidos | 95–94  | Porto Rico     |
| Iugoslávia     | 99–81  | Checoslováquia |
| 21 de julho    |        |                |
| Porto Rico     | 2–0    | Egito          |
| Checoslováquia | 69–79  | Itália         |
| Iugoslávia     | 93–112 | Estados Unidos |
| 22 de julho    |        |                |
| Checoslováquia | 89–83  | Porto Rico     |
| Iugoslávia     | 88–87  | Itália         |
| Estados Unidos | 2–0    | Egito          |
| 24 de julho    |        |                |
| Estados Unidos | 81–76  | Checoslováquia |
| Iugoslávia     | 2–0    | Egito          |
| Itália         | 95–81  | Porto Rico     |

### Fase final
|  | Classificação 9º-12º lugar | Classificação 9º-12º lugar |    |                   | 9º lugar          | 9º lugar |  |
|  |                            |                            |    |                   |                   |          |  |
|  | 25 de julho, 1976          |                            |    |                   |                   |          |  |
|  | PUR Porto Rico             | 111                        |    |                   |                   |          |  |
|  | JPN Japão                  | 91                         |    |                   |                   |          |  |
|  |                            |                            |    |                   |                   |          |  |
|  |                            |                            |    |                   | 27 de julho, 1976 |          |  |
|  |                            |                            |    |                   | PUR Porto Rico    | 89       |  |
|  |                            | MEX México                 | 84 |                   |                   |          |  |
|  |                            |                            |    |                   |                   |          |  |
|  |                            |                            |    |                   |                   |          |  |
|  |                            |                            |    |                   | 11º lugar         |          |  |
|  | 25 de julho, 1976          | 25 de julho, 1976          |    | 26 de julho, 1976 | 26 de julho, 1976 |          |  |
|  | MEX México                 | 2                          |    | JPN Japão         | 2                 |          |  |
|  | EGY Egito                  | 0                          |    |                   | EGY Egito         | 0        |  |

|  | Classificação 5º-8º lugar | Classificação 5º-8º lugar |    |                   | 5º lugar          | 5º lugar |  |
|  |                           |                           |    |                   |                   |          |  |
|  | 25 de julho, 1976         |                           |    |                   |                   |          |  |
|  | ITA Itália                | 79                        |    |                   |                   |          |  |
|  | AUS Austrália             | 72                        |    |                   |                   |          |  |
|  |                           |                           |    |                   |                   |          |  |
|  |                           |                           |    |                   | 27 de julho, 1976 |          |  |
|  |                           |                           |    |                   | ITA Itália        | 98       |  |
|  |                           | TCH Checoslováquia        | 75 |                   |                   |          |  |
|  |                           |                           |    |                   |                   |          |  |
|  |                           |                           |    |                   |                   |          |  |
|  |                           |                           |    |                   | 7º lugar          |          |  |
|  | 25 de julho, 1976         | 25 de julho, 1976         |    | 27 de julho, 1976 | 27 de julho, 1976 |          |  |
|  | CUB Cuba                  | 76                        |    | AUS Austrália     | 81                |          |  |
|  | TCH Checoslováquia        | 91                        |    |                   | CUB Cuba          | 92       |  |

|  | Semifinais          | Semifinais         |    |                     | Final             | Final |  |
|  |                     |                    |    |                     |                   |       |  |
|  | 26 de julho, 1976   |                    |    |                     |                   |       |  |
|  | URS União Soviética | 84                 |    |                     |                   |       |  |
|  | YUG Iugoslávia      | 89                 |    |                     |                   |       |  |
|  |                     |                    |    |                     |                   |       |  |
|  |                     |                    |    |                     | 30 de julho, 1976 |       |  |
|  |                     |                    |    |                     | YUG Iugoslávia    | 74    |  |
|  |                     | USA Estados Unidos | 95 |                     |                   |       |  |
|  |                     |                    |    |                     |                   |       |  |
|  |                     |                    |    |                     |                   |       |  |
|  |                     |                    |    |                     | 3º lugar          |       |  |
|  | 26 de julho, 1976   | 26 de julho, 1976  |    | 27 de julho, 1976   | 27 de julho, 1976 |       |  |
|  | USA Estados Unidos  | 95                 |    | URS União Soviética | 100               |       |  |
|  | CAN Canadá          | 77                 |    |                     | CAN Canadá        | 72    |  |

### Classificação final
| Pos.   | País                |
| ------ | ------------------- |
| Ouro   | USA Estados Unidos  |
| Prata  | YUG Iugoslávia      |
| Bronze | URS União Soviética |
| 4      | CAN Canadá          |
| 5      | ITA Itália          |
| 6      | TCH Checoslováquia  |
| 7      | CUB Cuba            |
| 8      | AUS Austrália       |
| 9      | PUR Porto Rico      |
| 10     | MEX México          |
| 11     | JPN Japão           |
| -      | EGY Egito           |

## Feminino
| Ouro | Prata | Bronze |
| URS União Soviética Angelė Rupšienė Tetiana Zakharova-Nadyrova Raisa Kurvyakova Olga Barysheva-Korostelyova Tatyana Ovechkina Nadezhda Shuvayeva-Olkhova Uļjana Semjonova Nadezhda Zakharova Nelli Feryabnikova Olga Sukharnova Tamāra Dauniene Natalya Klimova | USA Estados Unidos Cindy Brogdon Susan Rojcewicz Ann Meyers Lusia Harris Nancy Dunkle Charlotte Lewis Nancy Lieberman Gail Marquis Patricia Roberts Mary Anne O'Connor Pat Summitt Julienne Simpson | BUL Bulgária Nadka Golcheva Penka Metodieva Petkana Makaveeva Snezhana Mikhaylova Krasimira Gyurova Krasimira Bogdanova Todorka Yordanova Diana Dilova Margarita Shtarkelova Mariya Stoyanova Gergina Skerlatova Penka Stoyanova |

### Fase única
| Equipe                 | Pts | J | V | D | PP  | PC  |
| ---------------------- | --- | - | - | - | --- | --- |
| 1. URS União Soviética | 10  | 5 | 5 | 0 | 504 | 348 |
| 2. USA Estados Unidos  | 8   | 5 | 3 | 2 | 415 | 417 |
| 3. BUL Bulgária        | 8   | 5 | 3 | 2 | 365 | 377 |
| 4. TCH Checoslováquia  | 7   | 5 | 2 | 3 | 351 | 359 |
| 5. JPN Japão           | 7   | 5 | 2 | 3 | 405 | 400 |
| 6. CAN Canadá          | 5   | 5 | 0 | 5 | 336 | 477 |

| 19 de julho     |        |                 |
| Estados Unidos  | 71–84  | Japão           |
| União Soviética | 115–51 | Canadá          |
| Checoslováquia  | 66–67  | Bulgária        |
| 20 de julho     |        |                 |
| Japão           | 121–89 | Canadá          |
| Estados Unidos  | 95–79  | Bulgária        |
| Checoslováquia  | 75–88  | União Soviética |
| 22 de julho     |        |                 |
| Bulgária        | 68–91  | União Soviética |
| Japão           | 62–76  | Checoslováquia  |
| Estados Unidos  | 89–75  | Canadá          |
| 23 de julho     |        |                 |
| Bulgária        | 66–63  | Japão           |
| Canadá          | 59–67  | Checoslováquia  |
| Estados Unidos  | 77–112 | União Soviética |
| 25 de julho     |        |                 |
| Canadá          | 62–85  | Bulgária        |
| 26 de julho     |        |                 |
| Estados Unidos  | 83–67  | Checoslováquia  |
| União Soviética | 98–75  | Japão           |

## Referência
- (em inglês) Relatório oficial dos Jogos Olímpicos de Montreal 1976